# Allium helicophyllum
Allium helicophyllum — вид рослин з родини амарилісових (Amaryllidaceae); поширений в Ірані й Туркменістані.

## Опис
Стеблина товста, діаметром до 10 мм. Квітконоси у плодоносному стані завдовжки до 9 см. Листки у верхній частині спірально скручені.

## Поширення
Поширений в Ірані й Туркменістані.